# San Pedro de Copán
San Pedro de Copán è un comune dell'Honduras facente parte del dipartimento di Copán.
Il comune venne istituito il 19 maggio 1887 con parte del territorio del comune di Cucuyagua.